# Bastion (videogioco)
Bastion è un videogioco di ruolo d'azione prodotto dalla indipendente Supergiant Games e pubblicato dalla Warner Bros. Interactive Entertainment. Nel gioco, il giocatore controlla "il ragazzo" nella sua avventura in ambienti fantasy e nella lotta contro nemici di vario genere. Il gioco è caratterizzato da una narrazione dinamica, ed è presentato come un gioco bidimensionale con inquadratura isometrica ed un disegno colorato a mano.
Il gioco è stato realizzato nel corso di due anni da un team di sette persone fra San Jose e New York. Il gioco ha debuttato nel settembre 2010 in occasione del Penny Arcade Expo, ed è stato nominato per quattro premi all'Independent Games Festival del 2011. Ha inoltre vinto un riconoscimento all'Electronic Entertainment Expo 2011 prima della sua uscita. Bastion è stato pubblicato nel luglio 2011 per Xbox Live Arcade e ad agosto 2011 per Windows. La Supergiant Games ha inoltre reso il gioco disponibile per Google Chrome a dicembre 2011, per macOS nell'aprile 2012, per PlayStation 4 ad aprile 2015, per PlayStation Vita a dicembre dello stesso anno, per Xbox One a dicembre 2016 e per Nintendo Switch a settembre 2018.
Nel corso del 2011, il gioco ha venduto più di 500.000 copie, 200.000 delle quali attraverso Xbox Live Arcade. Bastion ha ricevuto numerose critiche positive da varie riviste del settore come IGN e Game Informer.